# Adenia stylosa
Adenia stylosa là một loài thực vật có hoa trong họ Lạc tiên. Loài này được (Perr.) Hearn mô tả khoa học đầu tiên năm 2007.